# Tragiella pyxostigma
Tragiella pyxostigma är en törelväxtart som beskrevs av Radcl.-sm.. Tragiella pyxostigma ingår i släktet Tragiella och familjen törelväxter.
Artens utbredningsområde är Tanzania. Inga underarter finns listade i Catalogue of Life.